# Демидов, Олег Анатольевич
Оле́г Анато́льевич Деми́дов (род. 8 сентября 1961, Лиепая, Латвийская ССР, СССР) — советский и российский актёр театра и кино.

## Биография
В 1983 г. Олег Демидов окончил театральный факультет Латвийской Государственной консерватории им. Я. Витола в Риге, мастерская Народного артиста Латвийской ССР А. Я. Шапиро по специальности актёр драматического театра и кино.

В 1980—1983 гг. — актёр Государственного театра юного зрителя Латвийской ССР.

После окончания консерватории, в 1983 г., по приглашению директора Московского цирка на Цветном бульваре Народного артиста СССР Ю. В. Никулина поступает на работу в цирк в амплуа ковёрного клоуна.

С 1988 года является ведущим актером Московского театра «Малая драматическая труппа».

В кино Олег Демидов первую роль сыграл в 1986 году — в драме Игоря Николаева «Атака».

Особое место в творческой биографии Демидова занимают главные роли в фильмах выдающегося мастера детского кино, заслуженного деятеля искусств РФ Бориса Владимировича Рыцарева.

Обладатель великолепного баритона, часто поёт в спектаклях.

## Творчество

### Роли в театре

#### Рижский ТЮЗ
- 1982 — «Маугли» Л. Стумбре и У. Берзиньша по Книге джунглей Редьяра Киплинга - БАНДАР-ЛОГИ

## Роли в спектаклях театра МДТ (режиссёр — Александр Титов)
- Тирол («Ричард III» У. Шекспира);
- Важов («Незнакомка» Ю. Клепикова);
- Сказочник («Снежная королева» по Г.-Х. Андерсену);
- Гарри («Делец» А. Толстого);
- Голядкин-младший («Двойник» по Ф. Достоевскому, приз за гл. мужскую роль на Фестивале молодёжных театров в Эстонии и I-я премия газеты «Советская культура»);
- Дроссельмейер («Щелкунчик» по Э. Т. А. Гофману);
- Султан («Волшебная лампа Аладдина» по сказкам «1001 ночи»);
- Юксаре («Приключения Муми-тролля» по Я. Туве);
- Волк («Поющий поросенок» С. Козлова);
- Чонкин («Приключения Чонкина», по В. Войновичу, 1990 г. — первая постановка в России);
- Моисей Сталин («Приключения Чонкина», по В. Войновичу — возобновлён в 2004 г.);
- Петух («Кошкин дом» С. Маршака);
- Пьер Трюшар («Мсье Трюшар, изгнанный из рая» П.-Э. Шапелля).

## Фильмография
- 1986 — Атака — сержант Петриченко (реж. И. Николаев, премия Министерства обороны)
- 1986 — «Степная эскадрилья» — Сашка (реж. И. Тарковская)
- 1988 — «Имя» — Егор Сидоров (реж. Б. Рыцарев)
- 1988 — «Абориген» —  Яша (реж. Е. Николаева)
- 1989 — «Из жизни Фёдора Кузькина» — колхозник (реж. С. Ростоцкий)
- 1991 — «Иван Фёдоров» — боярин Михайло Кашин (реж. Ю. Сорокин)
- 1992 — «Емеля-дурак» — старик (реж. Б. Рыцарев)
- 1995 — «Русский паровоз» — Алексей (реж. Н. Ненад, Германия)
- 1993 — Жизнь и необычайные приключения солдата Ивана Чонкина — Филюков (реж. И. Менцель, совм. Англия-Чехия)
- 1996 — «Несут меня кони…» — милиционер (реж. В. Мотыль)
- 1999 — «Небо в алмазах» — прапорщик (реж. В. Пичул)
- «Интермедия» — Жора (ливанский реж. Е. Хури, часть проекта, посв. 100-летию кино)
- 2002 — «В движении» — референт (реж. Ф. Янковский)
- 2005 — «Брежнев» — милиционер
- 2006 — «9 месяцев» — акушер
- 2007-2009 — «Огонь любви» — семейный доктор Чашников
- 2010 — «Дом Солнца» — милиционер (реж. Г. Сукачёв)
- 2012 — «В зоне риска» — Дэвид Холбрук